# Cathy Weseluck
Catherine "Cathy" Weseluck (21 de Agosto de 1970) es una actriz de voz que con frecuencia trabaja con Ocean Productions de Vancouver, Columbia Británica. Ella es conocida con el suministro de la voz para los personajes en varios personajes animados de algunas series .

## Carrera

### Radio
Antes de convertirse en un actor de voz , Weseluck fue productor asociado de la CBC Radio hasta que uno de los anfitriones le animó a probar suerte en la voz de acción. Su primer trabajo de la voz era un cuña de radio para el Vancouver Centre Mall.

### Actuación de voz
Ella ha proporcionado las voces para muchos anime y series de dibujos animados. Ella ha proporcionado la voz de Mirai Yashima (Mobile Suit Gundam) , Dorothy Cataluña y Catalina Bloom (Gundam Wing ) , Near (Death Note) , Champú (Ranma ½ ) , la madre de Kagome (Inuyasha ) , Misa Takatsuki (Project ARMS) , y Kid Trunks, Chaotzu y Puar (Dragon Ball Z), entre muchos otros. Ella también expresa a Spike y el alcalde de Ponyville en My Little Pony: La magia de la amistad.
En tanto InuYasha y Hamtaro, Weseluck es la voz de la madre de Moneca Stori carácter . En InuYasha , Cathy es la voz de Sra. Higurashi , la madre de Kagome Higurashi , que es la voz de Moneca Stori . En Hamtaro , Weseluck es la voz de Marian Haruna , la madre de Laura Haruna , que también es la voz de Moneca Stori. En Hikaru No Go , Weseluck siempre voces , tanto para el macho reproductor Go Mitani adolescente y la madre de él Hikaru.
Además de su trabajo de la voz en off, Weseluck es también un instructor de voz y director de voz. Se desempeñó como director de canto en My Little Pony Tales y director de doblaje en Billy el gato.

## Filmografía

### Anime
- Laguna Negro - García Lovelace
- Dragon Ball Z -  Chaoz,  Puar , East Kai, jóvenes  Trunks , Chiko , lEmilia , Marron, Erasa
- Death Note -  Near / Río Nate , voces femeninas adicionales
- Funky Fábulas - Personajes Varios
- Hamtaro - Snoozer , mamá de Laura, Omarr
- Hikaru no Go - Yuki Mitani , mamá de Hikaru
- Kurozuka - Saniwa
- MegaMan : la serie original - Roll
- Mobile Suit Gundam y Mobile Suit Gundam : Contraataque del carbón - Mirai Yashima
- Mobile Suit Gundam Wing - Catalina Bloom ( 35-49 ) , Dorothy Cataluña
- Gundam Wing : Endless Waltz - Catalina Bloom ( Movie Version solamente), Dorothy Cataluña
- Mobile Suit Gundam 00 - Kati Maniquí, Revive Revival
- S.A.C. Once Individual - Tachikoma
- S.A.C. Hombre de risa - Tachikoma
- Hamtaro -  Marian Haruna , primo de Kylie Ethan , Snoozer , Omar, voces adicionales
- Inuyasha -  madre de Kagome / Sra. Higurashi, Ayumi , voces adicionales
- Vayamos Quintuplets - Harold
- Ogre Slayer - Setsuko
- Las Chicas Superpoderosas Z - Ken Utonium , Abuela Bubbles '
- Project A- ko - C- ko Kotobuki
- Project ARMS - Misa
- Ranma ½ - Champú, Azusa Shiratori , Yuka , Voces Adicionales
- Shakugan no Shana - Khamsin Nbh'w (Temporada 1 )
- La historia de Saiunkoku - Dama de la Corte 3 , Lady , Lady of the Night 3 , Ryushin
- Transformers : Armada - Boy en el carnaval

### Otras animaciones
- Barbie Mariposa - Zinzee , Dizzle , hadas de la mota
- Barbie Pulgarcita - Janessa
- Bratz - Mrs. Higgins
- The Cramp Twins - Miss Hissy , la señora Winkle
- Cybersix - Cybersix ( Adrian Seidelman )
- Double Dragon - Marian Martin
- Dreamkix - Roy , Henrietta , Alice
- Edgar & Ellen - Judith , la señora Pimm
- Equestria Girls - Spike.
- A Very Fairy Navidad - Sandy Adams
- Iron Man - Abigail Brand
- Johnny Test - Squirrely Chica
- Kid vs Kat - Dennis
- A Kind of Magic - Mrs. Lumberg
- Littlest Pet Shop ( 2012 serie televisiva) - Buttercream Sundae , Judi Jo Jameson, Jane
- Make Way for Noddy - Voces Adicionales
- Martin Mystery - Voces adicionales
- My Little Pony: La magia de la amistad - Spike, Alcalde Mare, TwinkleShine ( S1E1 , sólo una línea de tres) , Amatista Estrella / Sparkler ( S2E8 ) , potro Vet ( S2E10 ) , potro Correo ( S2E14 ) , Nurse Sweetheart ( S2E16 ) , Flitter ( S2E19 ) , Berry Punch y Truffle shuffle ( S2E23 ) , Minuette ( S2E25 ) , Crystal Pony # 3 ( S3E1 - 2 ) , bibliotecario ( S3E1 ) , Prado Song ( " Trabajador Pony" , S3E3 ) , Mensajero ( S3E12 ) , Coco Pomo ( S4E8 )
- My Little Pony : El arco iris del fugitivo - Rareza del Unicornio , Cuchara para hielo
- * Varios cortos de My Little Pony: Equestria Girls - Rainbow Rocks y de My Little Pony: La Película - Spike
- Reiniciar - Copia de seguridad
- Ricky Sprocket - Robot
- RollBots  - Penny, Alcalde Aria
- Rodolfo, el reno de nariz roja : La película - Sparkle el Sprite , Elf Multitud Miembro # 1
- Tayo el pequeño autobús - Toni , ( Versión en Inglés)
- Team Galaxy - Esponjoso
- Team Tonka - Scan
- Todd Mundial - Tyler
- Tom y Jerry - Thomasina
- Thor : Tales of Asgard - Brunhilde , Voces Adicionales
- Troll Tales - Tumbler
- Sitting Ducks - Drill Instructor Duck
- Storm Hawks - Ravess
- Último libro de hechizos - Vern

### Videojuegos
- Devil Kings - Hornet
- Mobile Suit Gundam: Encounters in Space - Mirai Yashima
- Mobile Suit Gundam: Gundam vs Gundam Zeta - Mirai Yashima
- Mobile Suit Gundam: Viaje a Jaburo - Mirai Yashima

- Datos: Q5053509
- Multimedia: Cathy Weseluck / Q5053509

Categoriá:Actores de voz de Canadá